# Leia winthemii
Leia winthemii är en tvåvingeart som beskrevs av Lehmann 1822. Leia winthemii ingår i släktet Leia, och familjen svampmyggor. Arten är reproducerande i Sverige.